# Falmignoul
Falmignoul is een dorp in de Belgische provincie Namen en een deelgemeente van de stad Dinant. Tot 1 januari 1977 was het een zelfstandige gemeente. Falmignoul ligt in de vallei van het riviertje de Falmagne. Het dorp Falmagne ligt slechts een paar honderd meter verder, aan de andere oever. De agrarische sector is de belangrijkste bron van inkomsten.

## Demografische ontwikkeling
- Bronnen:NIS, Opm:1831 tot en met 1970=volkstellingen, 1976= inwoneraantal op 31 december

## Bezienswaardigheden
- In Falmignoul is de oude - met houtvuur gestookte - Brasserie Caracole gevestigd.
- Het Colébiravijn is een natuurreservaat tussen het dorp Falmignoul en de Maas.

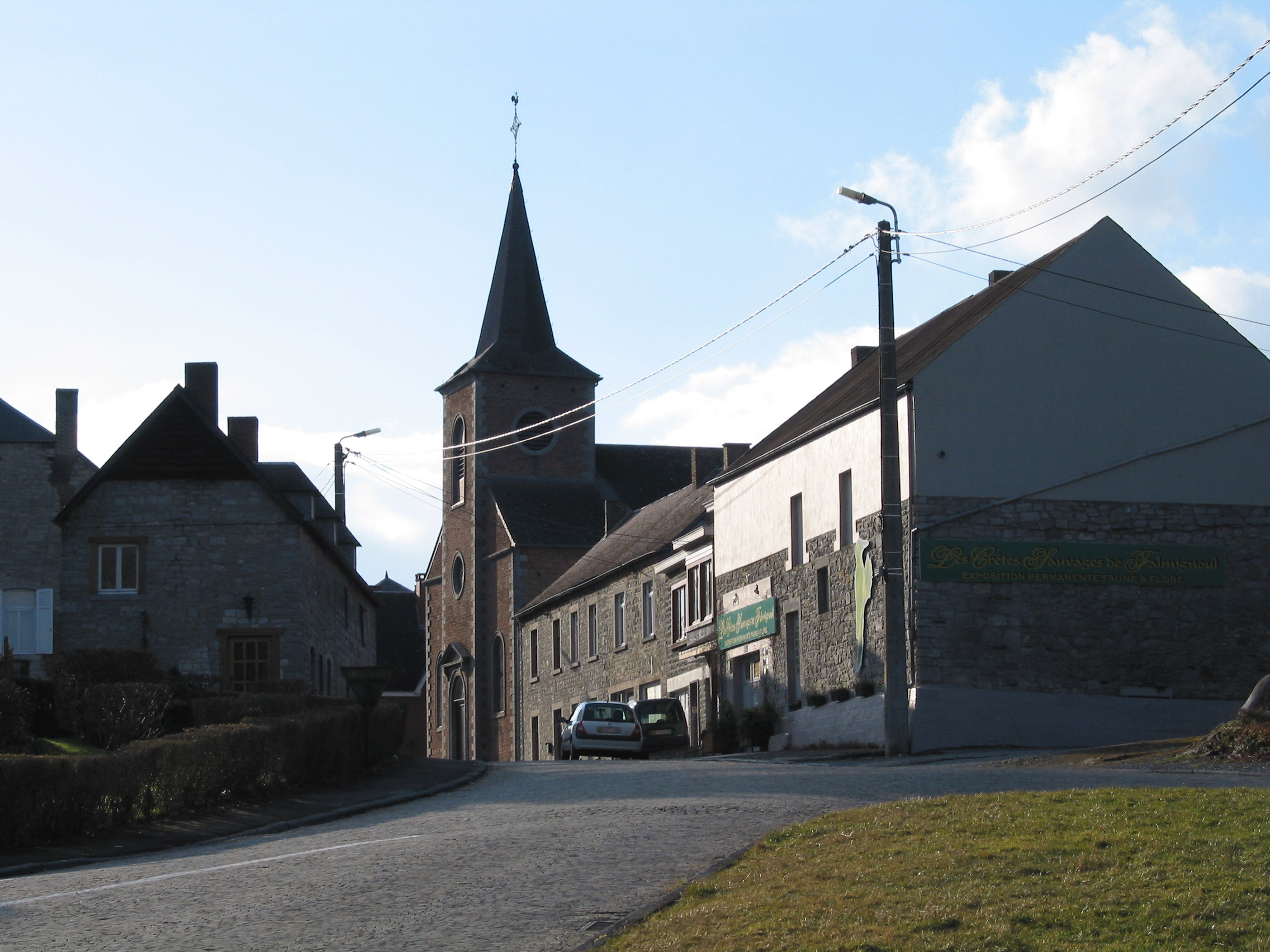
Eglise Saint-Nicolas